# Willi Neubert
Willi Neubert (* 9. November 1920 in Brandau, Tschechoslowakei; † 7. August 2011 in Ballenstedt) war ein deutscher Maler. Er wurde vor allem durch seine großformatigen Wandbilder aus Email bekannt.

## Leben
Willi Neubert wurde in den Sudeten geboren. Er absolvierte während seiner Hilfsarbeitertätigkeit als Dreher und Schweißer von 1934 bis 1938 eine Weiterbildung an der Abendschule und schloss ein Fernstudium zum Technischen Zeichner und Konstrukteur ab. Am 1. November 1938 beantragte er die Aufnahme in die NSDAP und wurde zum 1. Dezember desselben Jahres aufgenommen (Mitgliedsnummer 6.461.063). Nach einer Tätigkeit als Konstruktionszeichner in Plauen wurde er von 1940 bis 1945 zum Kriegsdienst eingezogen. 1945 befand er sich in tschechischer Internierung, kam jedoch kurz danach frei. 
Unmittelbar nach dem Krieg gelangte er nach Thale und arbeitete er von 1945 bis 1950 als Stahlwerker und Vorrichtungskonstrukteur in den Eisen- und Hüttenwerken Thale (EHW) im Harz und war dort Mitglied der Leitung der Betriebsparteiorganisation (BPO) der SED, der er seit 1948 angehörte. Bei einem Arbeitsunfall verlor er beinahe beide Beine, darauf wurde er Zeichner.
Von 1950 bis 1952 studierte er im Auftrag der EHW an der Hochschule für industrielle Formgestaltung Halle, Burg Giebichenstein unter anderem bei Charles Crodel, Ulrich Knispel und Kurt Bunge. Ab 1953 arbeitete er freischaffend in Thale. Von 1960 bis 1962 und 1970/1971 übernahm Willi Neubert eine Lehrtätigkeit an der Hochschule für industrielle Formgestaltung Halle, Burg Giebichenstein in Halle. 1970 wurde ihm die Leitung des von ihm mitgegründeten Instituts für Architekturemail in Thale übertragen, das der Hochschule angeschlossen war. 1971 wurde er hier Professor.
Durch die enge Zusammenarbeit mit den Eisen- und Hüttenwerken in Thale konnte Willi Neubert die Technik des Industrie-Emails weiterentwickeln. Hierbei wird farbiges Email auf Stahlplatten aufgetragen. 1964 ließ er dafür eigens einen Brennofen herstellen, an dem er die Platten selbst brannte. Die so entstandenen Email-Platten wurden dann zu großflächigen Werken zusammengesetzt.

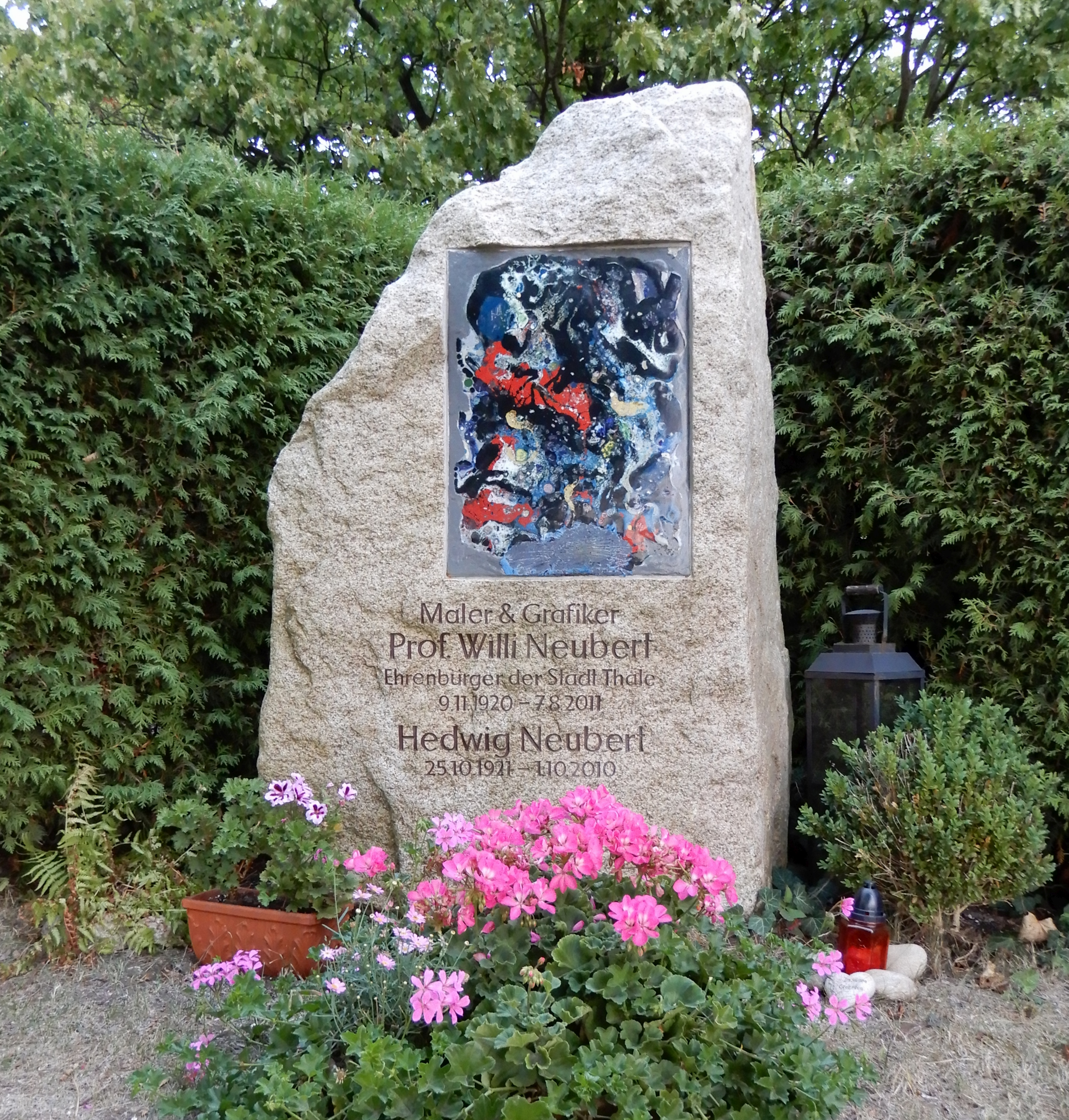
Grab von Willi Neubert in Thale

Ab 1964 war Willi Neubert Mitglied der Akademie der Künste. Von 1963 bis 1967 war er Abgeordneter der Volkskammer für den Kulturbund der DDR.
Er hatte in der DDR und im Ausland eine bedeutende Zahl von Einzelausstellungen und Ausstellungsbeteiligungen, u. a. von 1958 bis 1983 von der Vierten Deutschen Kunstausstellungen bis zur IX. Kunstausstellung der DDR in Dresden.
Studienreisen führten ihn unter anderem nach Albanien (1958), Indien (1963), Finnland (1972), in die Tschechoslowakei und die Sowjetunion (1959, 1960, 1961, 1966). Einzelausstellungen hatte er unter anderem in Neu-Delhi (1963) und in Finnland (1972).
Ab Oktober 2006 war Willi Neubert Ehrenbürger von Thale; in dieser Stadt befindet sich auch seine letzte Ruhestätte.

## Werke

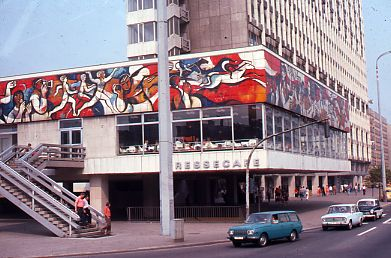
Wandfries Die Presse als Organisator, 1973
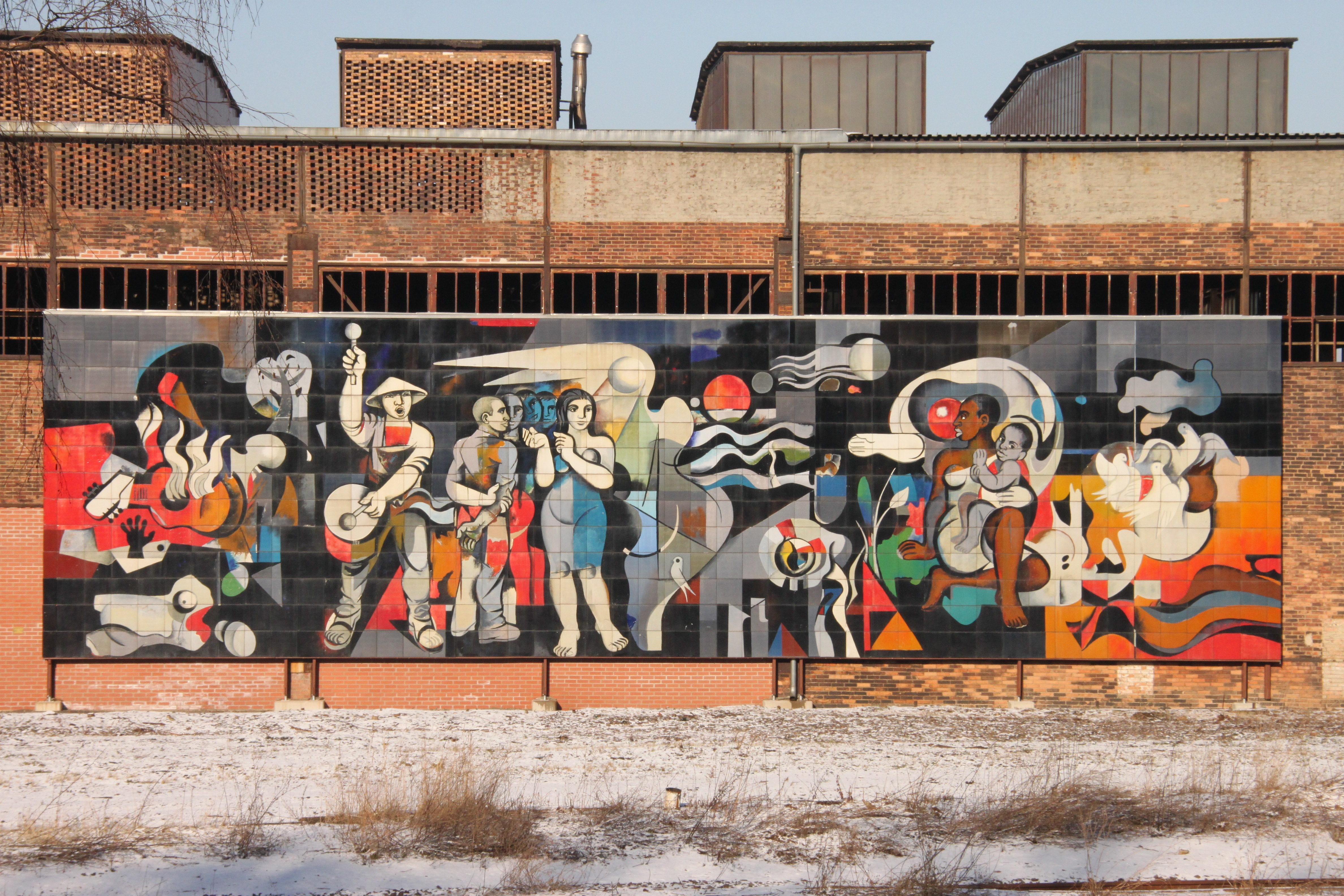
Emailliertes Wandbild Internationale Solidarität in der Nähe des Bahnhofs in Thale/Harz
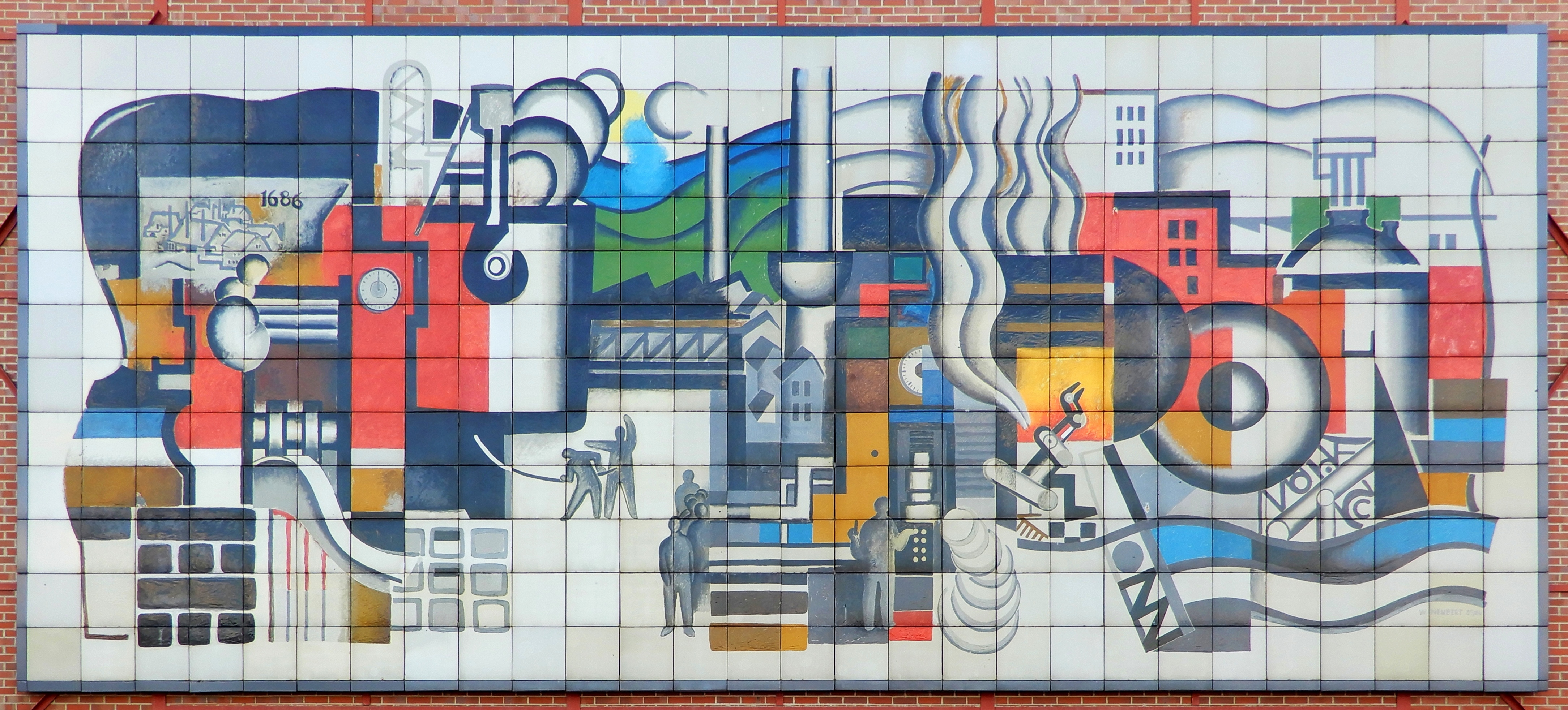
Emailbild 300 Jahre EHW Thale, 1986

Gemälde
- 1956: Harzwinter
- 1958: Eisenhüttenwerk Thale (Öl)
- 1960: Arbeitspause (Öl; in der Sammlung des Angermuseums in Erfurt)[4]
- 1960: Diskussion in der Brigade (Öl)
- 1961: Stahlwerker I (Öl)
- 1962: Parteidiskussion II (Öl)
- 1964: Schachspieler (Öl; in der Galerie Neue Meister in Dresden)[4]
- 1968: Stahlwerker II (Öl auf Hartfaserplatte; im Gebäude das Staatsrates der DDR, heute Staatliche Kunstsammlungen Dresden, 144 × 125 cm)[5]
- 1969: Neuererdiskussion (Tafelmalerei; in der Sammlung der Nationalgalerie Berlin, 190 × 230 cm)[5]
- 1975: Gestern – Heute (Tafelmalerei, Bild für die Palast-Galerie im Palast der Republik, heute Sammlung des Deutschen Historischen Museums, 280 × 345 cm)
- 1981: Schachspieler und Roboter (Öl)

Arbeiten in Industrieemaille
- 1964: Die Presse als kollektiver Organisator am Gebäude des Verlags der Freiheit in Halle/Saale (Emailfarben auf Blechplatten, 16 × 5 m)
- 1969–1973: Wandfries Die Presse als Organisator am ehemaligen Pressecafé am Haus des Berliner Verlages (76 × 3,5 m)[5]
Das großformatige Emaille-Bild Neuberts in speziell entwickelter Technik war ein Auftragswerk für das gerade errichtete Pressehochhaus in Berlin-Mitte an der Ecke Karl-Marx-Allee/Am Alexanderplatz und Karl-Liebknecht-Straße und eine Wiederholung der ersten Arbeit für die Stadt Halle. – Nach der Wende und Auflösung der früheren Besitzverhältnisse wurde das Haus Eigentum des Verlages Gruner + Jahr, der Teilbereiche an andere Nutzer vermietete; so unter anderem das ehemalige Pressecafé an die Steakhouse-Kette Escados. Dieses Restaurant brachte im Jahr 1992 rundherum über dem Fries Eigenwerbung an, die das komplette Kunstwerk verdeckte. Es soll auch nicht sehr beliebt gewesen sein, weil es eine relativ traditionelle Darstellung der Pressearbeit war. – Nachdem der Berliner Senat diesen Fries im Jahr 2015 zusammen mit der Neugestaltung des Alexanderplatzes unter Denkmalschutz gestellt hat und das Gebäude 2017 zuerst an Tishman Speyer und dann an die GEG German Estate Group AG aus Frankfurt am Main verkauft worden war, ließ diese Gruppe den Fries freilegen, komplett restaurieren und übergab das Werk Ende Oktober 2021 wieder der Öffentlichkeit. Es ist geplant, das Hochhaus mit einer Nutzfläche von 24.200 Quadratmetern und die damit verbundene Landmark-Immobilie neu zu vermieten, so dass Gastronomen das Pressecafé wieder betreiben sollen.[6]
- 1969: Fassadengestaltung am Haus des Ministeriums für Wissenschaft, Berlin (seit den späten 1990er Jahren zerstört)[5]
- 1977/1978: Wandbild Internationale Solidarität an der Stadthalle Suhl (750 × 2.500 cm²), seit 2010 gegenüber dem Hauptbahnhof in Thale[7][1]
- 1980: Wandbild am Restaurant des FDGB-Ferienheimes Friedrichroda, jetzt Berghotel Friedrichroda
- 1983: Wandbild Chemie am Haus der SED-Bezirksleitung Halle (heute zerstört)
- 1986: Wandbild 300 Jahre EHW Thale an der Berufsschule in Thale, seit 2005 am Haus Dampfmaschine Nr. 7 am Hüttenplatz (336 Tafeln mit je 51 × 51 cm)[8]
- 1988: Fassadenverkleidung am Einkaufszentrum Steg (Halle)

## Auszeichnungen
- 1960: Händelpreis des Bezirkes Halle
- 1961: Kunstpreis des FDGB für sein Gemälde Stahlwerker
- 1963: Kunstpreis der DDR
- 1965: Nationalpreis der DDR III. Klasse für das Bild „Der Schachspieler“
- 1968: Kunstpreis des FDGB
- 1974: Held der Arbeit
- 1976: Banner der Arbeit
- 1981: Vaterländischer Verdienstorden in Gold
- 2006: Ehrenbürger der Stadt Thale

## Einzelausstellungen (unvollständig)
- 1982: Berlin, Galerie der Akademie der Künste der DDR im Neuen Marstall
- 1982: Halle, Moritzburg
- 1993: Thale, Rathaus
- 1995: Wernigerode, Galerie im Ersten Stock
- 1997: Magdeburg, Galerie im Landtag
- 2003: Quedlinburg, Palais Salfeldt
- 2006 und 2010: Thale, Galerie Kapelle